# Bandaromimus fulvopictus
Bandaromimus fulvopictus är en insektsart som beskrevs av Rauno E. Linnavuori 1959. Bandaromimus fulvopictus ingår i släktet Bandaromimus och familjen dvärgstritar. Inga underarter finns listade i Catalogue of Life.